# L'Homme au bob
Albums de Gradur
ShegueyVara
(2014) ShegueyVara 2
(2015)
Singles
1. Terrasser
Sortie : 14 novembre 2014
2. Jamais
Sortie : 11 décembre 2014
3. Priez pour moi
Sortie : 18 février 2015
4. Stringer Bell
Sortie : 6 mars 2015
5. #LHOMMEAUBOB (feat. Migos)
Sortie : 24 avril 2015
6. La douille (feat. Lacrim)
Sortie : 29 juillet 2015
7. Secteur (feat. Kayna Samet)
Sortie : 27 août 2015

L'Homme au bob est le 1er album studio de Gradur. L'album devient disque d'or en trois jours.

## Liste des titres
| 1.       | Calibré                                  | Layxon Prod          | 2:51 |
| 2.       | Terrasser                                | Rim's                | 3:41 |
| 3.       | J'donne ça (feat. Alonzo)                | 4093 Prod            | 4:39 |
| 4.       | Jamais                                   | MrPunisher           | 3:07 |
| 5.       | Militarizé (feat. Niro)                  | Lemale               | 4:30 |
| 6.       | Bloody Murder                            | LilBanks Productions | 4:12 |
| 7.       | R.D.C (République Démocratique du Congo) | Djo Watt             | 3:07 |
| 8.       | Priez pour moi                           | Shabz Beatz          | 3:36 |
| 9.       | Bang Bang (feat. Chief Keef)             | Heytam               | 3:45 |
| 10.      | Stringer Bell                            | Teflon Izii Tiime    | 4:22 |
| 11.      | Verre de Sky                             | Lemale               | 3:54 |
| 12.      | La douille (feat. Lacrim)                | MrPunisher           | 4:54 |
| 13.      | Beef                                     | Heytam               | 5:09 |
| 14.      | Makak                                    | Lemale               | 3:56 |
| 15.      | #Lhommeaubob (feat. Migos)               | Kima Prod            | 4:24 |
| 16.      | Secteur (feat. Kayna Samet)              | James Hell           | 3:57 |
| 17.      | Confessions                              | Lemale               | 5:04 |
| 01:10:50 |                                          |                      |      |

## Classements
| Charts                       | Meilleure position |
| ---------------------------- | ------------------ |
| Belgique (Flandre Ultratop)  | 54                 |
| Belgique (Wallonie Ultratop) | 2                  |
| France (SNEP)                | 1                  |
| Suisse (Schweizer Hitparade) | 12                 |

## Certifications
| Région | Certification | Ventes/Streams |
| ------ | ------------- | -------------- |
| France | Or            | 80 000         |